# Pendé
Pendé település Franciaországban, Somme megyében. Lakosainak száma 1035 fő (2022. január 1.). Pendé Arrest, Estrébœuf, Lanchères, Nibas, Saint-Blimont és Saint-Valery-sur-Somme községekkel határos.

## Népesség
A település népességének változása:
| Lakosok száma | 1101 | 1098 | 1097 | 1069 | 1054 | 1051 | 1049 | 1046 | 1035 |
|               | 2013 | 2015 | 2016 | 2017 | 2018 | 2019 | 2020 | 2021 | 2022 |